# Buffered FET logic

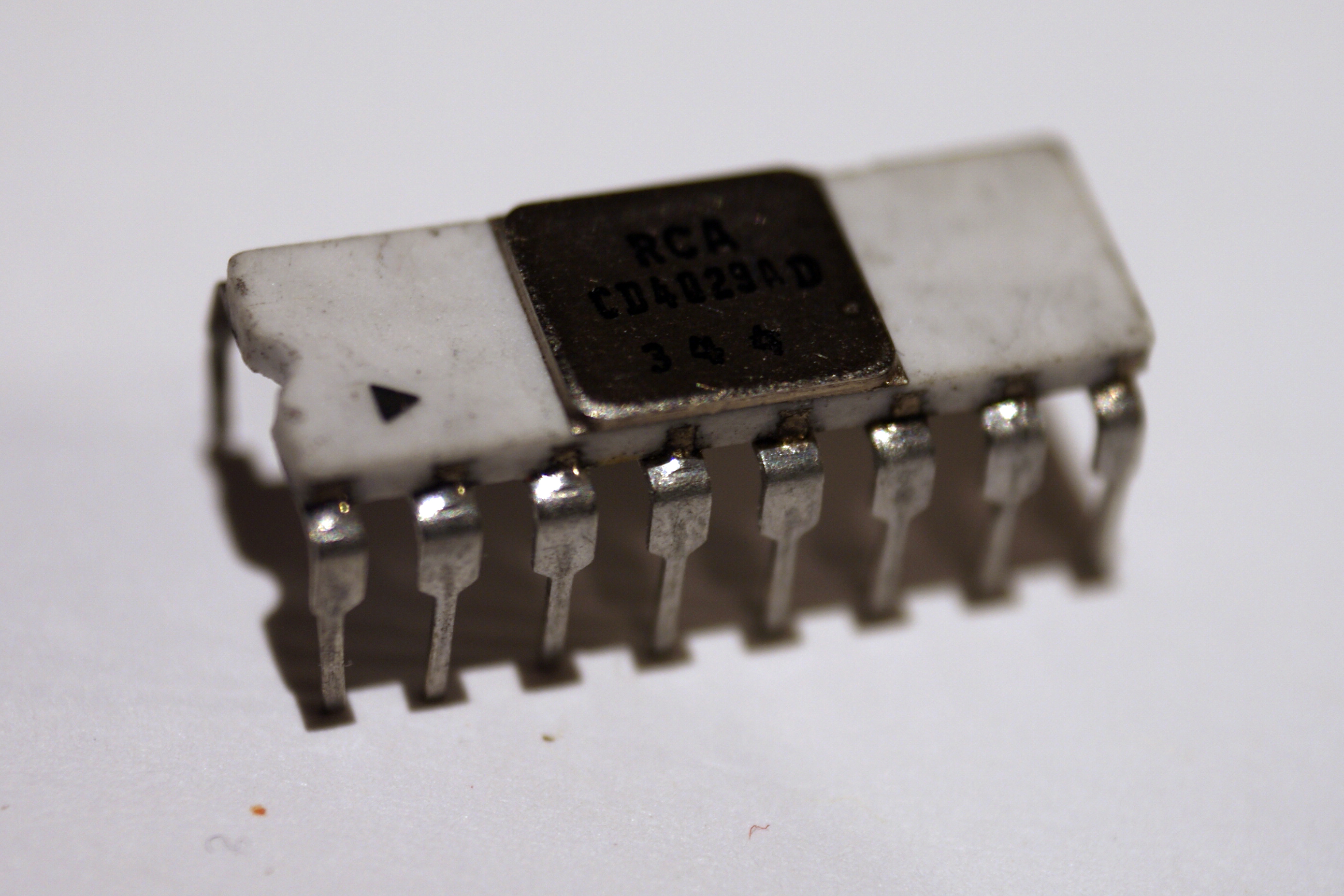
Корпус CerDIP

Буферизована польова логіка (англ. buffered FET logic, BFL) — логічні схеми на польових транзисторах з буферним каскадом.
Логічний елемент на польових транзисторах з буферним каскадом (БПТ) являє собою інвертор статичного типу.
Для роботи БПТ — схем потрібні два джерела живлення. Базова схема інвертора включає логічний каскад і каскад формувача зсуву рівня.
Логічні схеми на польових транзисторах з діодами Шоткі (ДШПТ) складаються з транзистора-формувача верхнього рівня (ФВР) і транзистора-формувача нижнього рівня (ФНР).
ФВР грає роль навантаження, а ФНР з'єднує затвор ключового транзистора з джерелом живлення негативної полярності.
Діоди зсуву рівня дозволяють знизити напругу на затворі ключового транзистора до величини, що забезпечує відключення транзистора при малій вхідній напрузі. Для збільшення навантажувальної здатності логічної схеми вихід системи може бути доповнений витоковим повторювачем. У ДШПТ — схемах використовуються ключові транзистори з вбудованим каналом, відкриті при нульовій напрузі на затворі. Це дозволяє збільшити логічний перепад і, відповідно, завадостійкість.
Мікросхеми К6500 являють собою цифрові схеми надвисокої швидкодії, виконані на основі арсенід-галієвих польових транзисторів із затвором Шоткі.
Цифрові мікросхеми К6500 серії призначені для обробки цифрових сигналів з тактовою частотою до 1000 МГц в контрольно-вимірювальних приладах, апаратурі зв'язку і ЕОМ.
Мікросхеми побудовані на основі базових логічних елементів витоко-пов'язаної логіки на польових транзисторах з керуючим затвором Шоткі.
Мікросхеми виконані в плоских планарних металокерамічних корпусах з числом виводів 16, 24 або 42.
У мікросхем К6500 споживана потужність не залежить від частоти функціонування схеми — незалежно від робочої частоти вони споживають таку ж потужність, як і в статичному режимі.